# Lapitiu
Lapitiu (gr. Λαπηθιού) – wieś w Republice Cypryjskiej, w dystrykcie Pafos. W 2011 roku liczyła 0 mieszkańców.